# Deserto de Accona

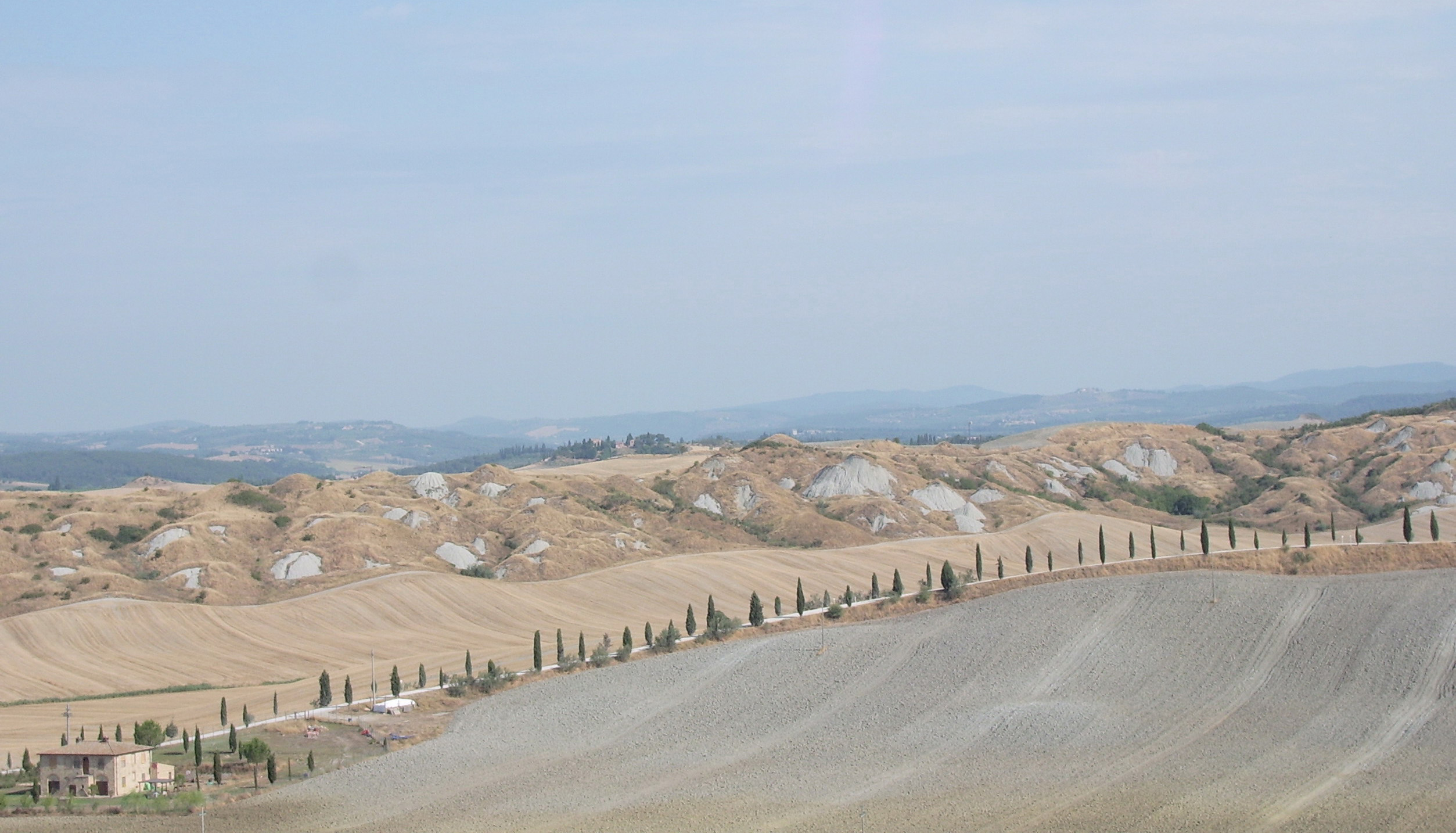
Deserto de Accona

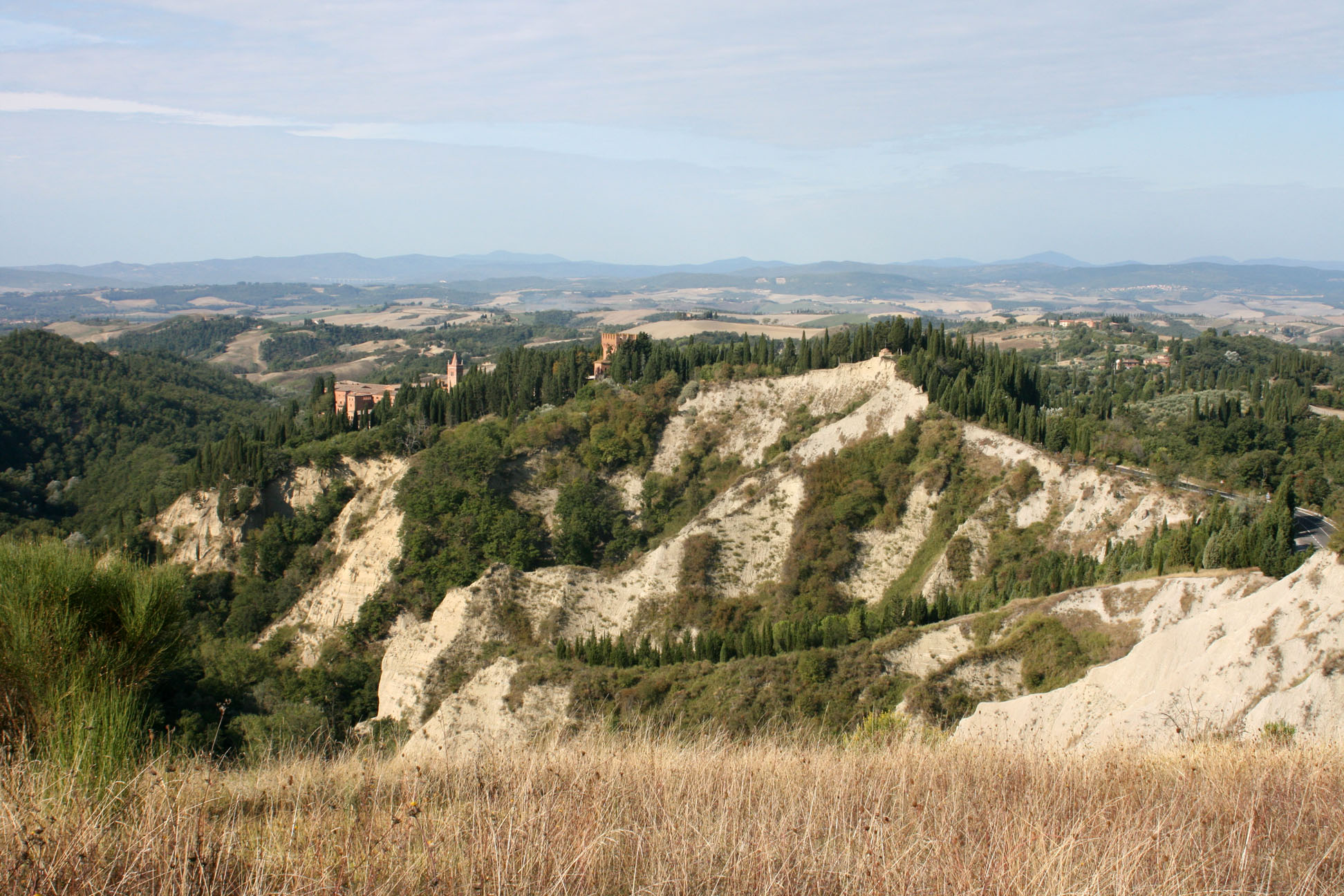
Calanque.

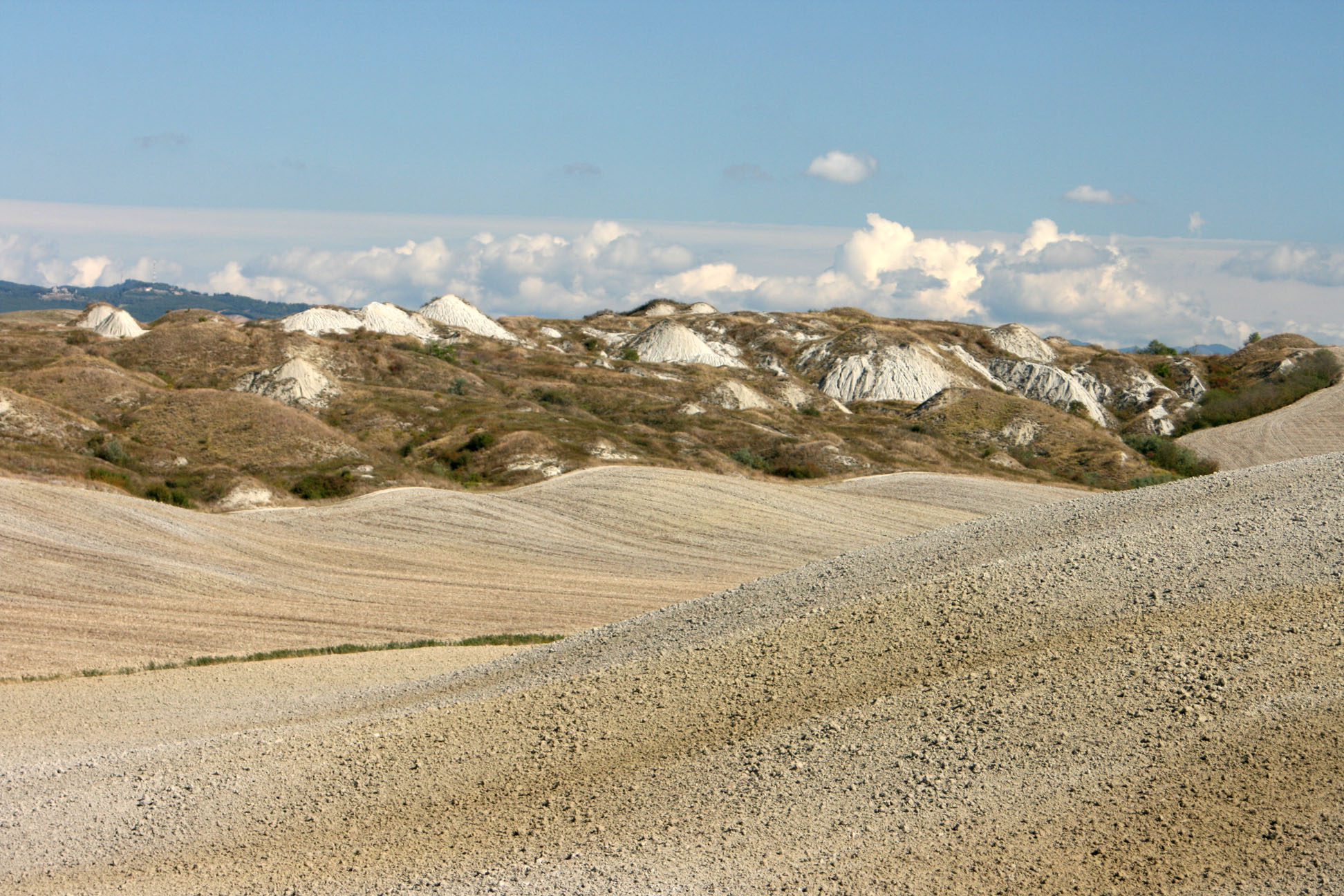
Biancane

O Deserto de Accona (em italiano: Deserto di Accona) 43° 12′ 25″ N, 11° 35′ 45″ L é uma área semi-árida na Toscana, Itália, no centro de Crete senesi, próximo a comuna de Asciano.
De acordo com a classificação do geógrafo americano Peveril Meigs, esta área situa-se entre as paisagens semi-áridas que contribui à precipitação local menos de 600 mm por ano, resultando a escassez de vegetação  e a característica semelhante à Lua (calanques e formações em forma de cúpula conhecida localmente como biancane ou bianco italiano, devido ao seu tom de luminosidade).
Além disso, a morfologia e a composição das condições do solo tornam difícil até mesmo para o cultivo de vinhas e olivais, as culturas só é possível na área são as de trigo, girassol e forragens graças à irrigação intensiva, que usa as águas dos córregos e rios torrenciais que correm às margens nesta região.
A área era conhecida sob esse nome a partir do período medieval e tem sido retratado em alguns afrescos de Alegoria e Efeitos do Bom e Mau Governo de Siena, de Ambrogio Lorenzetti. Na Idade Média, a borda sul do deserto, foi construído o imponente abadia de Monte Oliveto Maggiore, inicialmente prevista com funções eremitas.